# Hanna i societén
Hanna i societén är en svensk komedifilm från 1940 i regi av Gunnar Olsson.

## Handling
Hushållerskan Hanna ärver helt oväntat en stor förmögenhet av överste Hummerborg hos vilken hon jobbat i många år. Överstens släktingar försöker roffa åt sig arvet, men deras försök misslyckas.

## Om filmen
Filmens produktionsledare var Åke Ohberg och för dialogbearbetningen stod Kar de Mumma. Musikarrangör var Nathan Görling och Kai Gullmar komponerade musiken till en av filmens melodier "Solo, solo, solo mia". 
Premiärvisning i Gävle 4 november 1940. Filmen har visats i SVT ett flertal gånger, senast 1998.

## Rollista i urval
- Rut Holm - Hanna Lundström, husa
- Carl Barcklind - överste Rutger Hummerborg
- Elsa Carlsson - Lucie Hummerborg
- Einar Axelsson - Baltzar Hummerborg, överstens brorson
- Dagmar Ebbesen - Kristin, husa
- Bengt Djurberg - El-Johansson, elmätaravläsare
- Eivor Landström - Monika Hummerborg, Lucies och Ludvigs dotter
- Åke Ohberg - advokat Faxén
- Karl-Arne Holmsten - flyglöjtnant Gösta Björnberg
- Sven Bertil Norberg - direktör Douglas Castehjelm, Monikas fästman
- Stig Järrel - journalisten
- Hugo Björne - patentrådet Ludvig Hummerborg, överstens brorson och Lucies man
- Harry Roeck-Hansen - Adolf Hummerborg, överstens brorson
- Barbro Flodquist - Kitti, Adolf Hummerborgs fru
- Bengt Ekerot - Fred Hummerborg, Lucies och Ludvigs son
- Kaj Hjelm - Bertil Hummerborg, Lucies och Ludvigs son
- Arne Lindblad - frisör på skönhetssalongen
- Eric Fröling - heminredningsexperten
- Alli Halling - Charlotte Jonsson, Lucies väninna
- Ragnar Falck - fotografen "Knäppis"

### Ej krediterade
- Gunnar Olsson - Sundin, Gösta Björnbergs förvaltare
- Georg Blickingberg - doktor Santesson, psykiatern
- Julie Bernby - anställd på skönhetssalongen
- Wera Lindby - kvinnan som dansar med Johansson på tivolit
- Manetta Ryberg - dam på tebjudningen
- Karin Lannby - expedit på hattavdelningen
- Julia Cæsar - företrädare för Hembiträdesföreningen

## DVD
Filmen gavs ut på DVD 2016.